# Верхний Сенегал и Нигер
Верхний Сенегал и Нигер (фр. Haut Sénégal et Niger) — бывшая колония во Французской Западной Африке, созданная в 1904 году вместо другой колонии Сенегамбия и Нигер. Нигер стал отдельным военным округом в 1911 году и самостоятельной колонией в 1922 году. Французская Верхняя Вольта выделилась в 1919 году и была позднее (в 1920 году) реорганизована в колонию Французский Судан (совр. Мали).

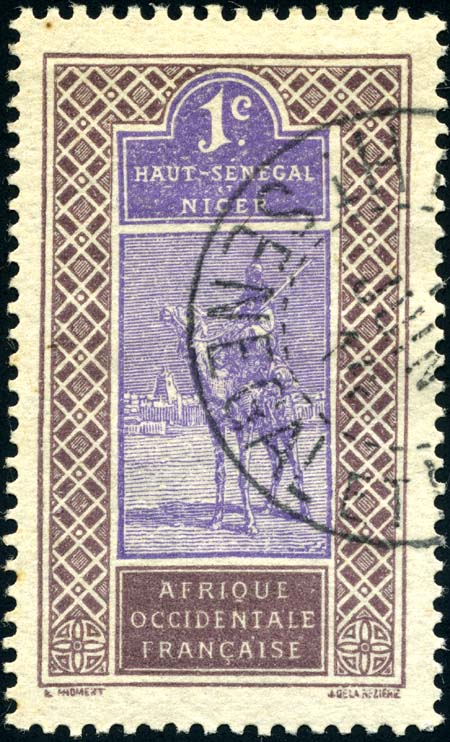
Марка колонии «Верхний Сенегал и Нигер», выпущенная в 1914 году

Столицей колонии был город Бамако.